# Seibi-en

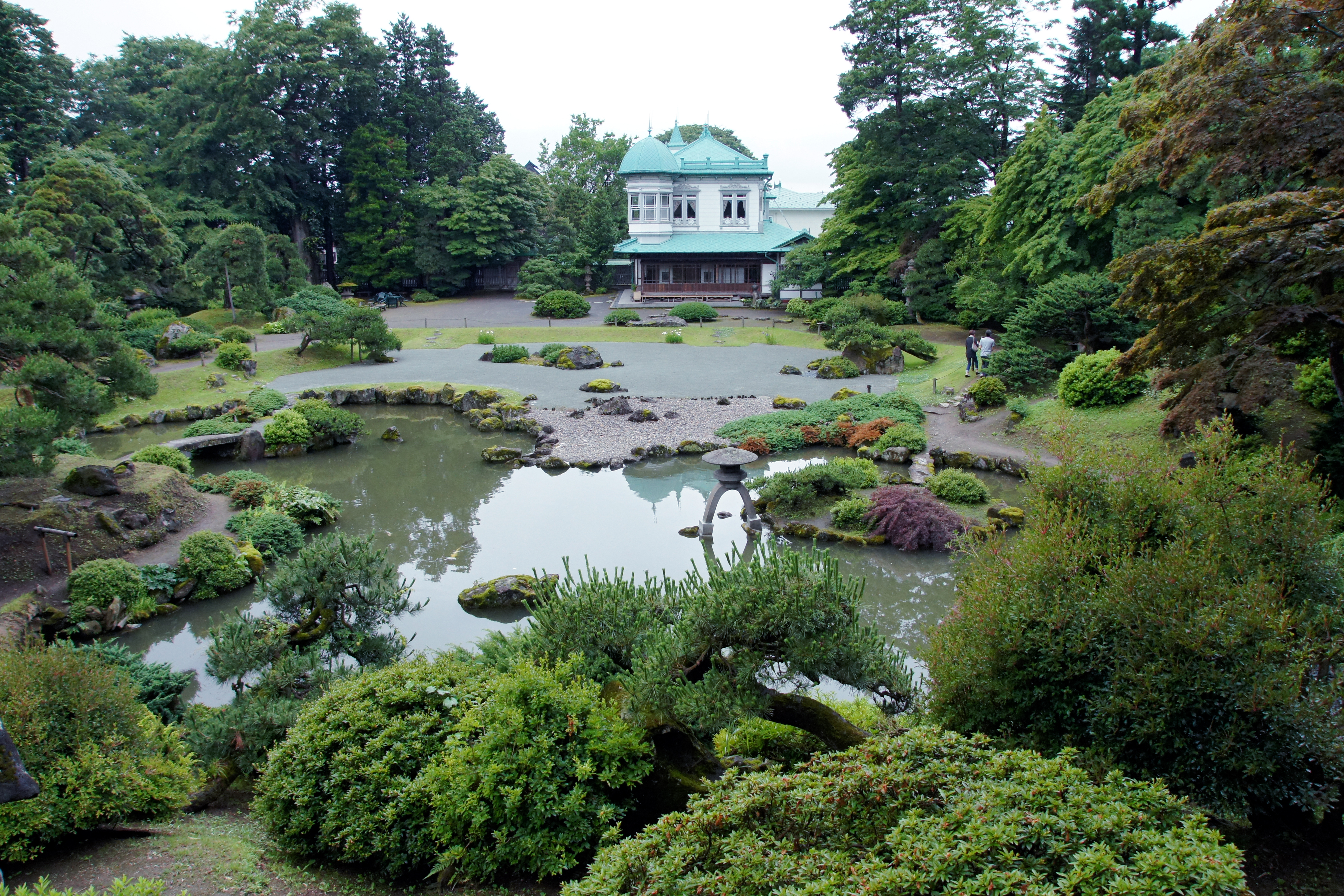
Le Seibi-en.

Le Seibi-en (盛美園) est un jardin japonais de la ville de Hirakawa dans la préfecture d'Aomori au Japon. Réalisé entre 1902 et 1911, le jardin est désigné lieu de beauté pittoresque,,. Les jardins sont associés au Seibikan (盛美館), résidence de la famille Kiyofuji, fusion des styles d'architecture japonaise de l'ère Meiji et d'architecture occidentale, avec une tourelle octogonale, un pilier en faux marbre dans le tokonoma et des sols couverts de tatamis.

## Source de la traduction
- (en) Cet article est partiellement ou en totalité issu de l’article de Wikipédia en anglais intitulé « Seibi-en » (voir la liste des auteurs).